# Ron Caron
Ronald Caron (* 19. Dezember 1929 in Hull, Québec; † 9. Januar 2012 in Montreal, Québec) war ein kanadischer Eishockeyfunktionär.

## Karriere
Caron war ab 1968 tätig bei den Canadiens de Montréal – zuletzt als Assistent des Generalmanager, bevor er dort 1983 entlassen wurde. Von 1983 bis 2000 war er bei den St. Louis Blues tätig, wo er 1983 bis 1994 und erneut vorübergehend 1996/97 als Generalmanager tätig war.
Caron starb im Jahr 2012 nach langer Krankheit.